# 1159 Granada
1159 Granada este un asteroid din centura principală, descoperit pe 2 septembrie 1929, de Karl Reinmuth.